# Love Pete
"Love Pete" es el primer y único álbum de estudio de Pete Burns, vocalista de la banda inglesa Dead or Alive publicado en 1992. Originalmente fue publicado en formato casete de manera limitada en Estados Unidos y Canadá.
Fue grabado de manera improvisada en Houston, Texas. Las canciones son baladas de piano acústico con el canto de Burns. Hay una mezcla de tres canciones de "Fan the Flame (Part 1)" (quinto álbum de estudio de Dead or Alive publicada solo en Japón en 1990) incluidas pero todas las otras canciones son estándares pop y versiones de otros artistas. Incluye una canción que iba a ser lanzado en el álbum cancelado "Fan the Flame (Part 2)". Las notas del trazador de líneas propias de Burns siguen.

## Lista de canciones del álbum
| Lado A |                                                                                       |          |  |
| N.º    | Título                                                                                | Duración |  |
| 1.     | «Diferent Drum»                                                                       | 1:55     |  |
| 2.     | «I Don't Care About Your Heart»                                                       | 2:58     |  |
| 3.     | «Fan the Flame Medley [Your Sweetness (Is Your Weakness)/Total Stranger/Gone 2 Long]» | 8:42     |  |
| 4.     | «My Funny Valentine»                                                                  | 2:02     |  |

| Lado B |                                 |          |  |
| N.º    | Título                          | Duración |  |
| 1.     | «Send In The Clowns»            | 3:37     |  |
| 2.     | «Will U Still Love Me Tomorrow» | 2:48     |  |
| 3.     | «I Wish You Love»               | 2:37     |  |
| 4.     | «Stormy Weather»                | 4:13     |  |
| 5.     | «My Coloring Book»              | 2:42     |  |

- Datos: Q60967264